# SJ켐
주식회사 SJ켐(SJCHEM)은 대한민국의 화학 기업이다.
오폐수를 정화하는데 사용되는 수처리 응집제와, 자동차 및 산업전반에 사용되는 재생 폴리프로필렌을 제조한다.